# Giuseppe Plado Mosca
Giuseppe Plado Mosca (Acquaviva Platani, 11 agosto 1918 – Battaglia di Arbuzovka, 22 dicembre 1942) è stato un militare italiano, insignito della medaglia d'oro al valor militare alla memoria nel corso della seconda guerra mondiale.

## Biografia
Nacque ad Acquaviva Platani, provincia di Caltanissetta, l'11 agosto 1918. Arruolato nel Regio Esercito nel corso del 1939 in servizio nel 29º Reggimento d'artiglieria della 37ª Divisione fanteria "Modena" di stanza ad Albenga, nel giugno 1940 prese parte alle operazioni belliche sulla fronte occidentale e dal successivo mese di dicembre a quelle svoltesi alla frontiera greco-albanese. Rientrato in Italia nell'aprile 1942 chiese ed ottenne di passare nell'arma dei Carabinieri in qualità di ausiliario. Dopo aver frequentato l’apposito corso presso la Legione Carabinieri di Palermo, fu mobilitato nel mese di novembre assegnato alla 193ª Sezione Carabinieri Motorizzata della 52ª Divisione fanteria "Torino", allora schierata sulla riva destra del fiume Don, in Unione Sovietica.
Cadde in combattimento durante la battaglia di Arbuzovka  il 22 dicembre 1942, durante le drammatiche fasi della ritirata dell'ARMIR dalla Russia. Quella località, successivamente ridenominata “La Valle della Morte”, era una conca nella quale i superstiti della 52ª Divisione Fanteria "Torino", si trovarono isolati dal resto dell'8ª Armata e accerchiati dall'Armata Rossa.
In quelle condizioni disperate improvvisamente tra i soldati, prostrati dal freddo e dalle privazioni, partirono al galoppo due cavalieri che li incitarono ad attaccare il nemico. Uno era il carabiniere Giuseppe Plado Mosca, che sventolava una bandiera tricolore, l'altro il soldato Mario Iacovitti. Questo gesto infuse coraggio ai soldati italiani che con un attacco alla baionetta riuscirono a rompere l'accerchiamento. Rimasto ucciso da una raffica di mitragliatrice, il suo cavallo, rimasto anch'egli ferito, ritornò da solo alle trincee italiane.
Per il coraggio dimostrato in questo frangente il 6 febbraio 1951 il Presidente della Repubblica Italiana Luigi Einaudi gli conferì la medaglia d'oro al valor militare alla memoria.

### Fonti
1. 1 2 3 4  Combattenti Liberazione.
2. 1 2 3  Gruppo Medaglie d'Oro al Valor Militare 1965, p. 145.
3. 1 2 3 4 5 6  Pietre della Memoria.
4. ↑   Medaglia d'oro al valor militare Plado Mosca, Giuseppe, su quirinale.it, Quirinale. URL consultato l'11 luglio 2021.